# カスティヨンの戦い
カスティヨンの戦い（フランス語：Bataille de Castillon, 英語：Battle of Castillon）は、百年戦争中の1453年7月17日に、フランス王国・ブルターニュ公国とイングランド王国の間で行われた戦いである。

## 経過

### ボルドーを巡る争奪
1450年4月15日のフォルミニーの戦いを勝ち抜いたフランス軍は勢いを駆って8月に北のノルマンディーを完全に占領し、残るイングランド領は南西部のギュイエンヌ（現在のアキテーヌ＝リムーザン＝ポワトゥー＝シャラント地域圏）だけとなっていた。
フランス軍は9月にギュイエンヌへ南下しベルジュラックを奪い、翌1451年5月にデュノワ伯ジャン・ド・デュノワとジャン・ビューローが率いるフランス軍がギュイエンヌの中心都市ボルドーを包囲、交渉の末に6月に占領すると、8月20日に南のバイヨンヌも占拠して百年戦争も終結を迎えたように思われた。しかし、イングランド王家によって300年も統治されてきたボルドーの市民たちは、自分たちのことをイングランド人だと思っており、イングランド国王ヘンリー6世にこの地方を再び取り返すことを要望する使節を送った。
1452年10月17日、シュルーズベリー伯ジョン・タルボットは、ボルドー付近に3000人の武装兵および射手と共に上陸した。フランスの守備隊はボルドーの市民たちによって追い出され、彼らは大喜びでイングランド人たちのために市の門を開けた。アキテーヌ南部のガスコーニュ地方の多くの町が、ボルドーの例に倣って、イングランド人たちを受け入れた。ノルマンディーとブルターニュにもイングランド艦隊が迫り、ノルマンディーを占領統治していたアルテュール・ド・リッシュモン大元帥と甥のブルターニュ公ピエール2世が迎撃して上陸を防いだが、これらは陽動で時間稼ぎをしている間にボルドーのイングランド軍は増援を得て強化された。
冬の間、フランス国王シャルル7世は自分の兵隊を集め、作戦行動を取るべき季節に備えた。1453年の春がやってくると、シャルル7世はボルドーに向けて、3つの軍隊にそれぞれ別の経路を取らせて送り出した。ロエアック元帥ことアンドレ・ド・ラヴァルとジャン・ビューローが率いる一軍はボルドー周辺地域を落とす作戦に出てボルドーから50kmほど東に離れたカスティヨンを包囲した。
シュルーズベリー伯はこの新たな問題に対応するために、新たに3000人の兵隊を本国から受け入れたが、その数はガスコーニュの境界まで何千人ものフランスの軍隊を押し返すには全く足りないものであった。フランス軍がカスティヨンを包囲下に置くと、シュルーズベリーは町の守備隊長の要求を受け入れた当初の作戦（野戦で国境まで押し返す）を放棄し、この町を解放することに取りかかった。
ラヴァル・ビューローらはシュルーズベリーを恐れ、自分の配下の7000人から10000人の兵士に陣地を塹壕と矢来で囲うように命令し、300台の大砲を矢来の隙間に並べた。数の上での優位を享受しているはずのフランス側にしては、恐ろしく防御的な編成であった。彼らはカスティヨンを囲む一切の努力をしていなかった。

### 両軍激突
シュルーズベリーは1453年7月17日にフランス側の陣地に近づいたが、それは1300人の騎乗兵からなる前衛部隊を伴った彼の軍隊の主力が到着する前であった。彼はフランスの野営地の前の森で、同程度の規模のフランス側の自由射手（francs archers（フランザルシェ）、弓の訓練をする代わりに租税を免除（franc）された自由民、民兵）からなる部隊を撃破しており、自兵の士気を大いに向上させていた。
最初の小競り合いから数時間後、カスティヨンの町からの伝令がシュルーズベリーの休憩中の軍隊（彼らは夜を徹して行軍してきていた）に、フランス軍は総退却し数百もの騎兵が要塞を捨てて逃げ出したと報告してきた。町の城壁の辺りから、粉塵がもうもうと巻き上がって遠ざかっているのが見えた。しかし逃げ出したのは来たるべき戦闘の前に陣地を去るように命じられた非戦闘員従軍者（商人・洗濯婦・売春婦）でしかなかった。
シュルーズベリーはすぐさま配下の兵士たちを再編成すると、フランス軍の陣地に向けて進撃したが、完全武装した数千の弓兵と数百の砲門によって防御されている堡塁を目の当たりにした。驚きはしたもののシュルーズベリーは怯まず、フランス軍に対して突撃の合図を出した。シュルーズベリーはこの戦闘には直接参加できなかったが、彼は直前の戦いで捕虜になっており、捕虜宣誓（釈放後も一定期間戦線に立たぬことを誓って解放される）をして仮釈放されており、武器をとってフランス人と戦うことができなかったのである。
イングランドの軍隊はフランスの陣地に突撃したが、塹壕を越えても雨霰と降って来る矢や太矢（石弓の矢）、猛烈な臼砲や大砲や小火器の攻撃を喰らった。集中砲火が行えた理由は塹壕のおかげであるが、偶然かつての小河川の河床を利用していたので、稜堡を備えた防御陣の外見になっていた。
一旦戦闘が始まると、シュルーズベリーは主だった召使からなる何人かの兵隊の増援を受け取ったが、1時間後、ブルターニュ公ピエール2世により派遣されたブルターニュ軍の騎兵が到着し、イングランド軍の右側面を衝いた。イングランド軍は敗走しすぐにフランス軍の主力によって追撃され、シュルーズベリーは息子のリール子爵ジョン・タルボットと共に戦死した。
この大潰走の最中、シュルーズベリーの馬は大砲の砲弾によって殺され、その馬の下敷きになった。ある自由射手が、彼がシュルーズベリーであることに気づき、手斧で彼を殺すまでその状態であった。

### 戦後
フランス軍は勢いに乗りボルドーを10月5日に陥落させた。その2週間後の10月19日にシャルル7世が入城したことでギュイエンヌ平定を果たし、百年戦争はフランスの勝利に終わった。
一方、イングランドでは敗戦後にヘンリー6世が精神錯乱を起こしたため、それをきっかけに側近のサマセット公エドムンド・ボーフォートと王族のヨーク公リチャード・プランタジネットが政争を繰り広げ、周囲も巻き込んで2年後の1455年に薔薇戦争が勃発、イングランドは30年に亘る内戦状態に陥った。